# AG für Verkehrswesen
Die Aktiengesellschaft für Verkehrswesen (AGV) war eine Holding-Gesellschaft, in der die Beteiligungen an den zahlreichen – meist kleinen – Eisenbahn-Aktiengesellschaften zusammengefasst wurden, die von der Lenz & Co im ersten Jahrzehnt ihres Bestehens gebaut und betrieben worden waren. Die weitere Expansion führte zu einem erheblichen Kapitalbedarf bei ihrer Hausbank. Dieser sollte durch die Ausgabe von Aktien der AGV, die eine interessante Anlagemöglichkeit für das Publikum boten, gedeckt werden. Bei der Gründung in Berlin am 4. Juni 1901 übernahmen die Berliner Handels-Gesellschaft (BHG) und weitere Bankhäuser das Aktienkapital in Höhe von 10 Millionen Mark.

## Die AGV bis zum Jahre 1945

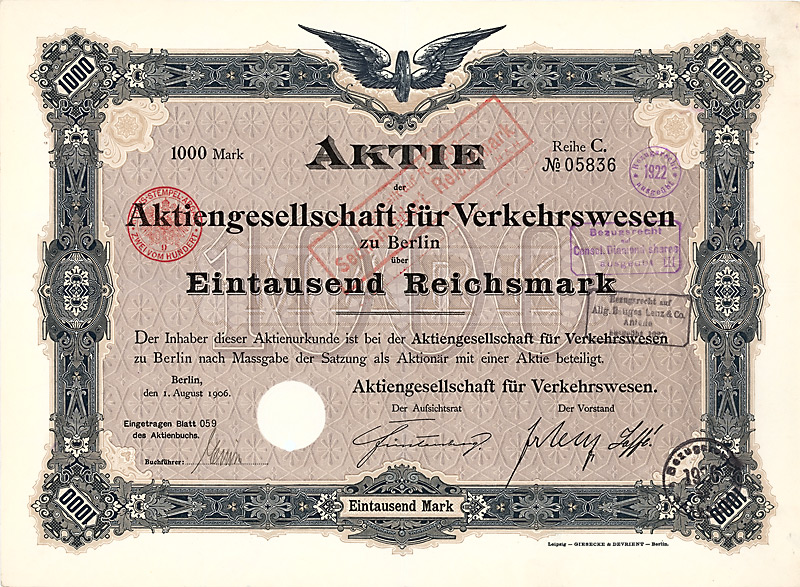
Aktie über 1000 Mark der AG für Verkehrswesen vom 1. August 1906

In der AGV ging 1916 die Bank für Deutsche Eisenbahnwerthe auf, die bereits 1896 – ebenfalls mit einem Aktienkapital von 10 Millionen Mark – von Friedrich Lenz, dem A. Schaafhausen’schen Bankverein und anderen der BHG befreundeten Bankhäusern gegründet worden war. Auch sie hatte Aktienpakete von Kleinbahnen übernommen, welche die Lenz & Co gebaut hatte, um diese und die BHG finanziell zu entlasten, sie diente also dem gleichen Zweck wie die AGV. Diese übernahm ihrerseits neben den Aktien zahlreicher Bahnunternehmungen nach und nach auch die Anteile der für diese zuständigen Betriebsgesellschaften.
Seit 1901, also von Anfang an, war die AG für Verkehrswesen Alleingesellschafterin ihrer „Muttergesellschaft“, der Eisenbahnbau- und Betriebsunternehmung Lenz & Co GmbH.
1912 wurde sie Inhaberin aller Aktien der Ostdeutschen Eisenbahn-Gesellschaft (ODEG), deren Verwaltung sie seit dem Jahre 1902 führte.
Im Jahre 1925 erwarb sie von einem Bankenkonsortium 70 % eines Aktienpaketes, zu dem auch 90 % der Aktien der Westdeutschen Eisenbahn-Gesellschaft (WeEG) gehörten. Diese war von Banken gegründet worden, die auch Hauptaktionäre der AGV waren. Die restlichen 30 % des Pakets folgten im Jahre 1928.
Aus der WeEG gingen folgende bedeutenden Eisenbahn-Gesellschaften hervor:
- Badische Lokal-Eisenbahnen AG
- Mittelthurgaubahn
- Moselbahn AG
- Vereinigte Westdeutsche Kleinbahnen
- Württembergische Nebenbahnen AG

In den folgenden Jahren vergrößerte die AGV ihren Einfluss auf das deutsche Neben- und Kleinbahnwesen noch einmal ganz erheblich durch den Erwerb einer Anzahl weiterer Bahngesellschaften.
1927 wurde – rückwirkend zum 1. Januar 1926 – die Allgemeine Deutsche Eisenbahn-Gesellschaft AG (ADEA) mit der Allgemeinen Deutschen Eisenbahn-Betriebs-GmbH (ADEG) auf die AGV übertragen.
1929 konnte der Einflussbereich der AGV durch den – ab 1. Januar 1928 wirksamen – Erwerb der
- AG für Bahn-Bau und -Betrieb (BBB),
- Deutschen Eisenbahn-Gesellschaft (DEAG) und
- Württembergischen Eisenbahn-Gesellschaft  (WEG) abgerundet werden.

Das Vermögen der AGV bestand also fast ausschließlich aus Beteiligungen an Bahn- oder Betriebsgesellschaften. Nur bei zwei Bahnen war sie selbst Eigentümerin:
- Eberswalde-Finowfurter Eisenbahn – 11,1 km  – 1. April 1907
- Pfälzer Oberlandbahn Neustadt–Landau  =M=  22,9 km  – 16. Dezember 1912 – Elektrischer Betrieb

Um das Jahr 1931 war der Höhepunkt der Entwicklung erreicht. Das AGV-Imperium beherrschte über 100 Bahnen mit 4.035,5 km Strecke. Das waren 28 % aller deutschen Neben- und Kleinbahnen, die nicht zur Deutschen Reichsbahn gehörten.
Bis zum Anfang des Zweiten Weltkrieges 1939/40 ging die Zahl der Bahnen auf 88 zurück mit 3.475 km Länge.
Für die Betriebsführung standen seit 1931 sieben Gesellschaften zur Verfügung:
- ADEG – Allgemeine Deutsche Eisenbahn-Betriebs-GmbH (Berlin) (100 %) mit  19 Bahnen = 1040,7 km für Strecken der AGV und der VKA
- DEGA – Deutsche Eisenbahn-Gesellschaft (Frankfurt am Main) (98,5 %) mit 24 Bahnen =  450,6 km einschließlich der
  - Württembergischen Eisenbahn-Gesellschaft (WEG) und der
  - Württembergischen Nebenbahnen AG (WN)
- Lenz & Co GmbH (Berlin) (100 %) mit  30 Bahnen = 1109,6 km mit Betriebsabteilungen in Berlin, Breslau und Halle und den Werkstätten Herzfelde und Jauer
- ODEG – Ostdeutsche Eisenbahn-Gesellschaft (Königsberg) (100 %) mit 17 Bahnen = 1029,4 km in Ostpreußen
- VKA – Vereinigte-Kleinbahnen-Gesellschaft (Frankfurt am Main) (95,5 %) mit neun Bahnen =  423,1 km

Als zweites geschäftliches Standbein spielten Bauunternehmen von Beginn an eine wichtige Rolle. Anfangs zum Bau der Eisenbahnlinien eingesetzt, erweiterte sich das Geschäftsspektrum auf alle Sparten des Bauens bis hin zum Wohnungsbau. Weitere Beteiligungen an Bauunternehmen folgten. 1928 beispielsweise erwarb AGV eine Beteiligung an Dyckerhoff & Widmann (Dywidag).

## Weitere Entwicklung nach Ende des Zweiten Weltkrieges
Die umfangreichen Fusionen der Jahre 1927/29 hatten zu einer Fülle von Beteiligungen geführt, die dringend einer Neuordnung bedurften. So versuchte die AGV, geringfügige Beteiligungen oder Aktien wenig ertragreicher Bahnen abzustoßen.
Das AK von 36 Millionen Reichsmark stellte im Jahre 1944 ein Vermögen von 50–60 Millionen Reichsmark dar. Davon ging nach Ende des Zweiten Weltkrieges etwa die Hälfte durch die Abtrennung der mitteldeutschen und ostdeutschen Gebiete verloren. Die in den drei Westzonen verbliebenen Vermögenswerte wurden im Juli 1945 auf die in Hamburg neu gegründete Verkehrswesen West GmbH übertragen. Sie fungierte als Treuhänder bis zum Ende des Jahres 1949. In diesem Jahr veräußerte die AGV auch die Beteiligungen an der
- Nassauischen Kleinbahn AG   =M=  73,9 km – 18. September 1900 und der

- Freien Grunder Eisenbahn AG – 13,7 km  – 28. August 1907.

Ab 1951 wurden die Beteiligungen im Bereich Bau und Maschinenbau (u. a. Carl Schenck in Darmstadt oder Wayss & Freytag in Frankfurt/Main) ausgebaut.

## Umwandlung in AGIV
Zum 1. Januar 1974 wurde die AGV mit der Allgemeinen Lokalbahn- und Kraftwerke AG (ALOKA) zu der Aktiengesellschaft für Industrie und Verkehrswesen (AGIV) verschmolzen.